# Стефан Николов – Калфата
Вижте пояснителната страница за други личности с името Стефан Николов.
Стефан Николов, наричан Калфата, е български революционер, деец на Върховния македоно-одрински комитет и войвода в Беломорска Тракия на  Вътрешната македоно-одринска революционна организация.

## Биография
Стефан Николов е роден през 1862 година в леринското село Зелениче, тогава в Османската империя. Установява се в България и е сред основателите на Македонското дружество в Пловдив през 1895 година. 
В 1902 година участва в организирането от ВМОК Горноджумайско въстание. Заедно с четата на подпоручик Никола Парапанов се сражава при Годлево.
Изпратен е като войвода на ВМОРО в Беломорска Тракия още преди Илинденско-Преображенското въстание.
В 1904 година е четник при велешкия войвода Стефан Димитров. Там остава до смъртта на войводата, а след това е изпратен като нелегален в Леринско.
През Балканската война Стефан Николов е отново войвода и действа в Беломорска Тракия в авангарда на Българската армия.
На 27 януари 1935 година, след продължително боледуване, Стефан Калфа умира в Хасково на 73-годишна възраст. Опелото му е извършено на 29 януари в черквата „Свети Димитър“.